# کیزیل‌لار (کوزان)
کیزیل‌لار {{ترکی|Kızıllar) (به ارمنی: Կզըլեր) یک منطقهٔ مسکونی در ترکیه است که در قوزان (ترکیه) واقع شده‌است.